# Kasteel van Olsene
Het Kasteel van Olsene werd gebouwd in 1854 en is gelegen te Olsene (Zulte) langs de weg die Gent met Kortrijk verbindt, de N43.

## Hof Ter Wallen
Aanvankelijk stond op dezelfde plaats het Hof Ter Wallen, dat terugging tot eind 11e eeuw. In 1502 werd het bewoond door Pieter Lanchals II, zoon van Pieter Lanchals I. Hij was gehuwd met Jacoba Quévin, een telg uit een familie die zich omstreeks 1456 op het kasteel kwam vestigen. Lanchals noemde zich van dan af heer van Olsene, een titel die hij van zijn echtgenote en haar familie overerfde. Van toen af stond er ook een zwaan in het gemeenteschild en kwamen er zwanen in de omwalling rond het kasteel, net zoals in Brugge.
Een verre afstammelinge, Margaretha Lanckhals, huwde in 1692 met Jan Piers, heer van Welle, Nieuwehuysse en Monnecove. Hun zoon huwde in 1732 met Maria Theodora Triest, vrouw van Raveschoot. De familie Piers de Raveschoot bleef van dan af eigenaar van het domein tot 2002.
Deze laatste familie heeft nooit de titel van heren van Olsene gevoerd, gezien deze titel ondertussen was overgegaan naar de familie de Kerckhove. Daarna kwam het einde van het feodaal stelsel in deze contreien.

## Nieuw kasteel
De bouw van het huidige kasteel, opgetrokken in neorenaissancestijl, startte in 1854 en werd voltooid in 1859. De architect, Louis Minard uit Gent, had daarvoor de opdracht gekregen van het echtpaar baron en barones Polydore Piers de Raveschoot-Surmont de Volsberghe. Polydore had zes zonen van wie er vier burgemeester van Olsene werden. Onder hen was Stanislas Piers de Raveschoot, de vader van de laatste bewoonster, Solange Piers de Raveschoot (1909-2002).
Na haar dood kwamen er in Zulte (politieke) stemmen op om dit kasteel te kopen en in te richten als administratief centrum van de gemeente. Uiteindelijk kwam het in handen van een particulier en mede dankzij subsidies van de overheid kreeg het een grondige restauratie. Het ganse domein is enkel bij grote uitzondering toegankelijk voor het publiek, maar is wel te bezichtigen van op onder meer de N43.
Sedert 1995 is het kasteel erkend als monument, samen met het hele domein: twee paviljoenen in Spaanse stijl, de omwalling, de ijskelder en het neerhof. Twee aanpalende hoeven en de beukendreef werden mede in de bescherming opgenomen.